# Rezervația naturală Scăfăreni
Scăfăreni este o rezervație naturală silvică în raionul Călărași, Republica Moldova. Este amplasată în ocolul silvic Hîrjauca, Scăfăreni, parcela 49. Are o suprafață de 97 ha. Obiectul este administrat de Gospodăria Silvică de Stat Călărași.

## Galerie de imagini

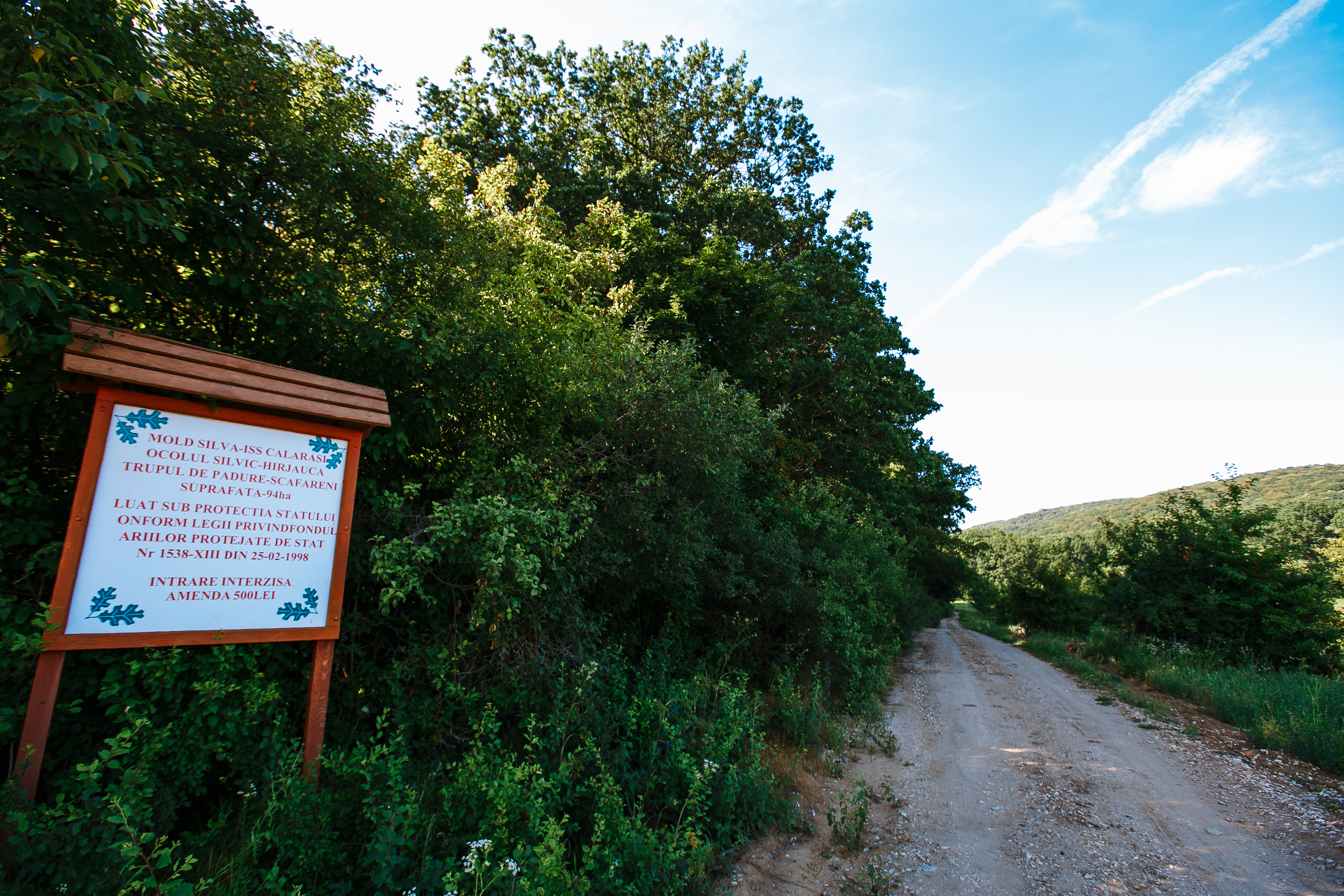
Panou la intrare
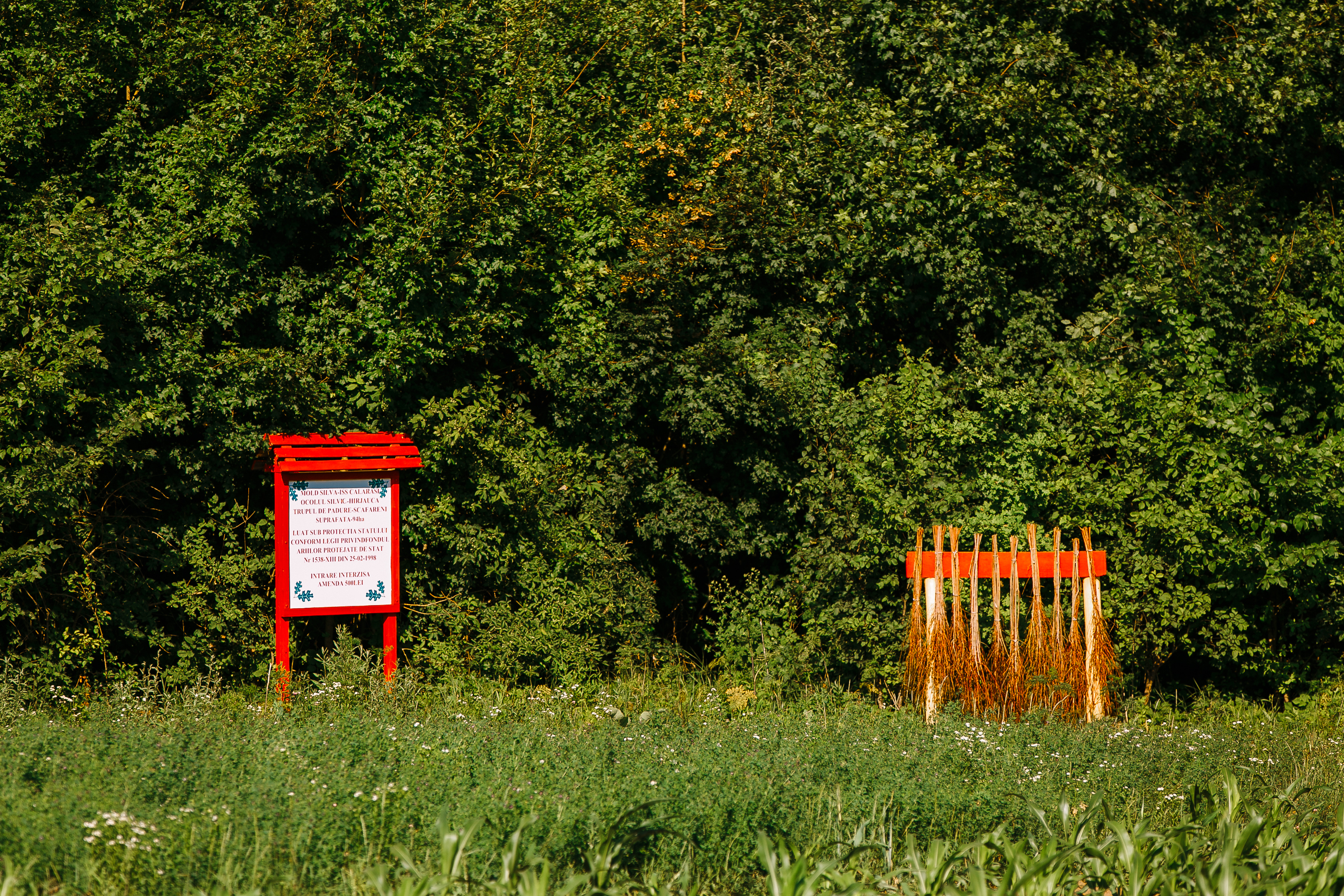
Panoul informativ și „panoul antiincendiar”
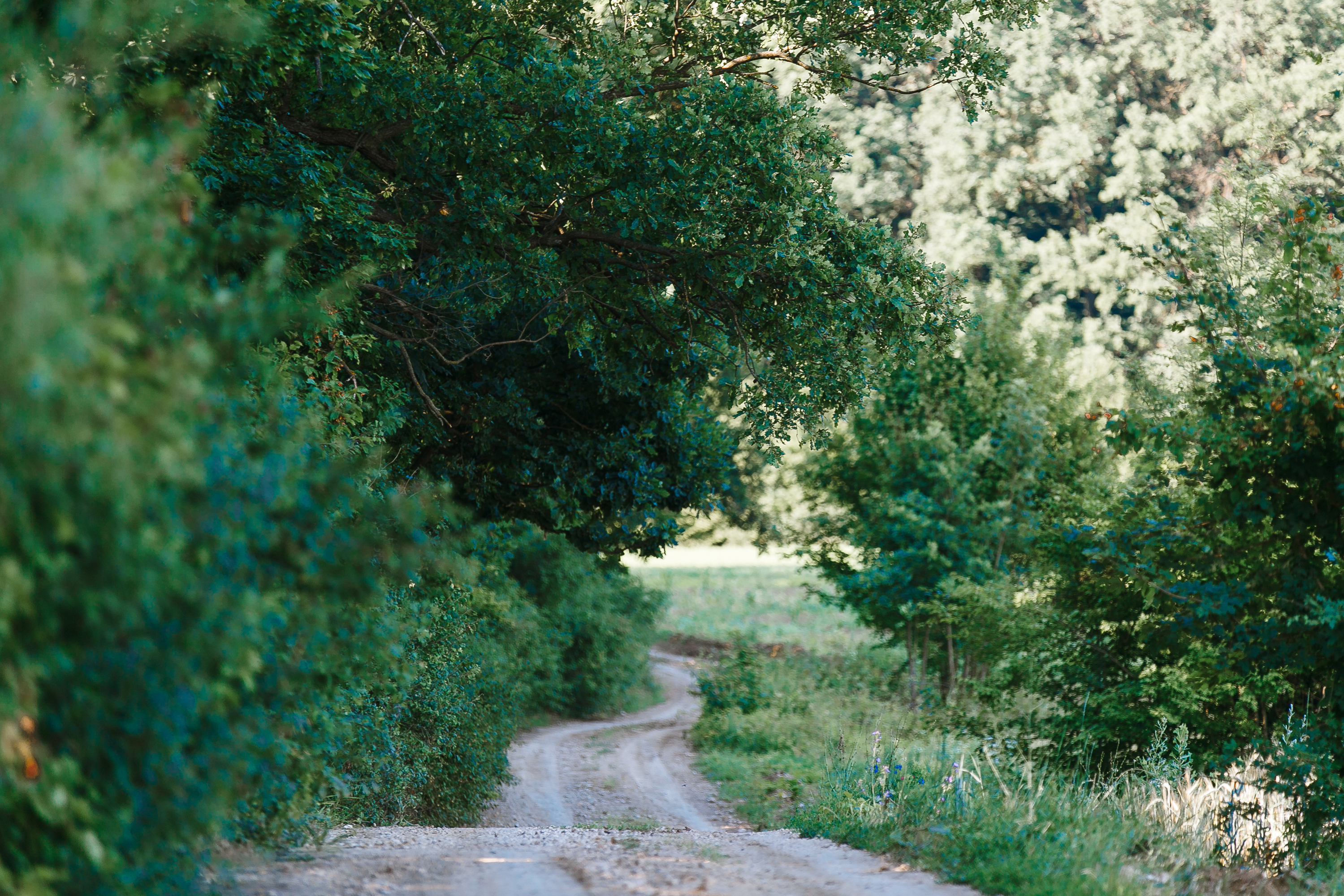
Drum
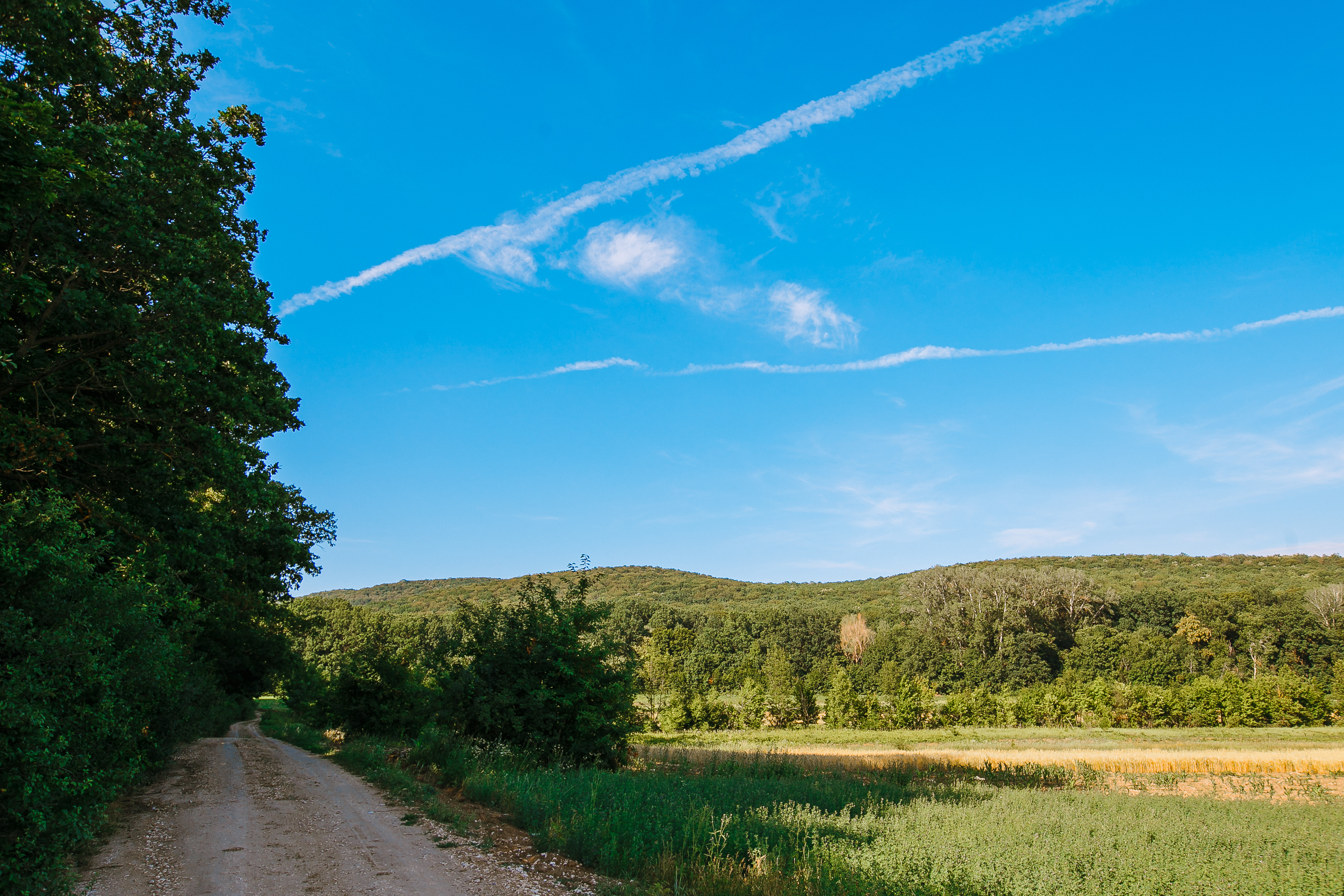
Împrejurimile